# Šťavel kyselý

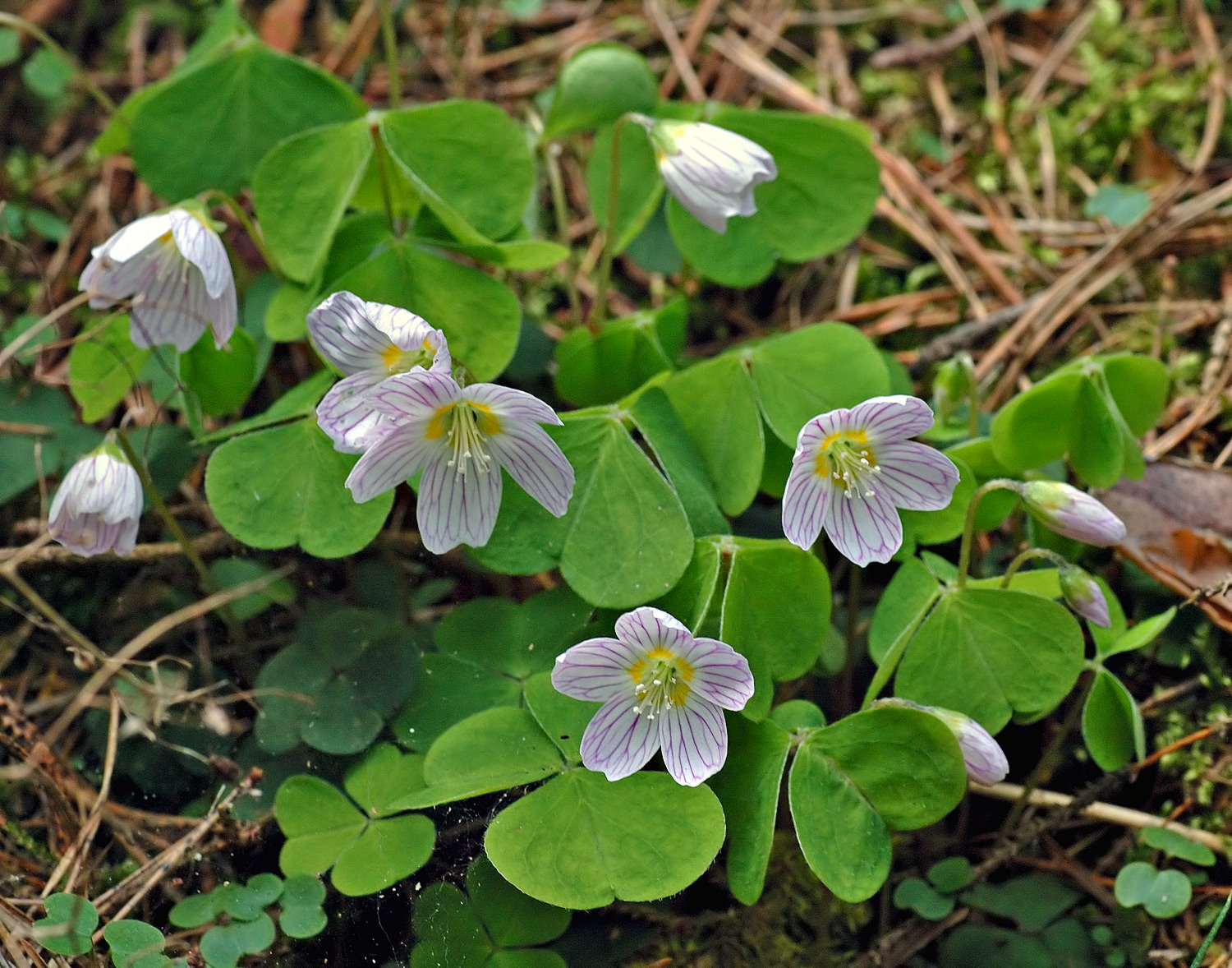
Šťavel kyselý

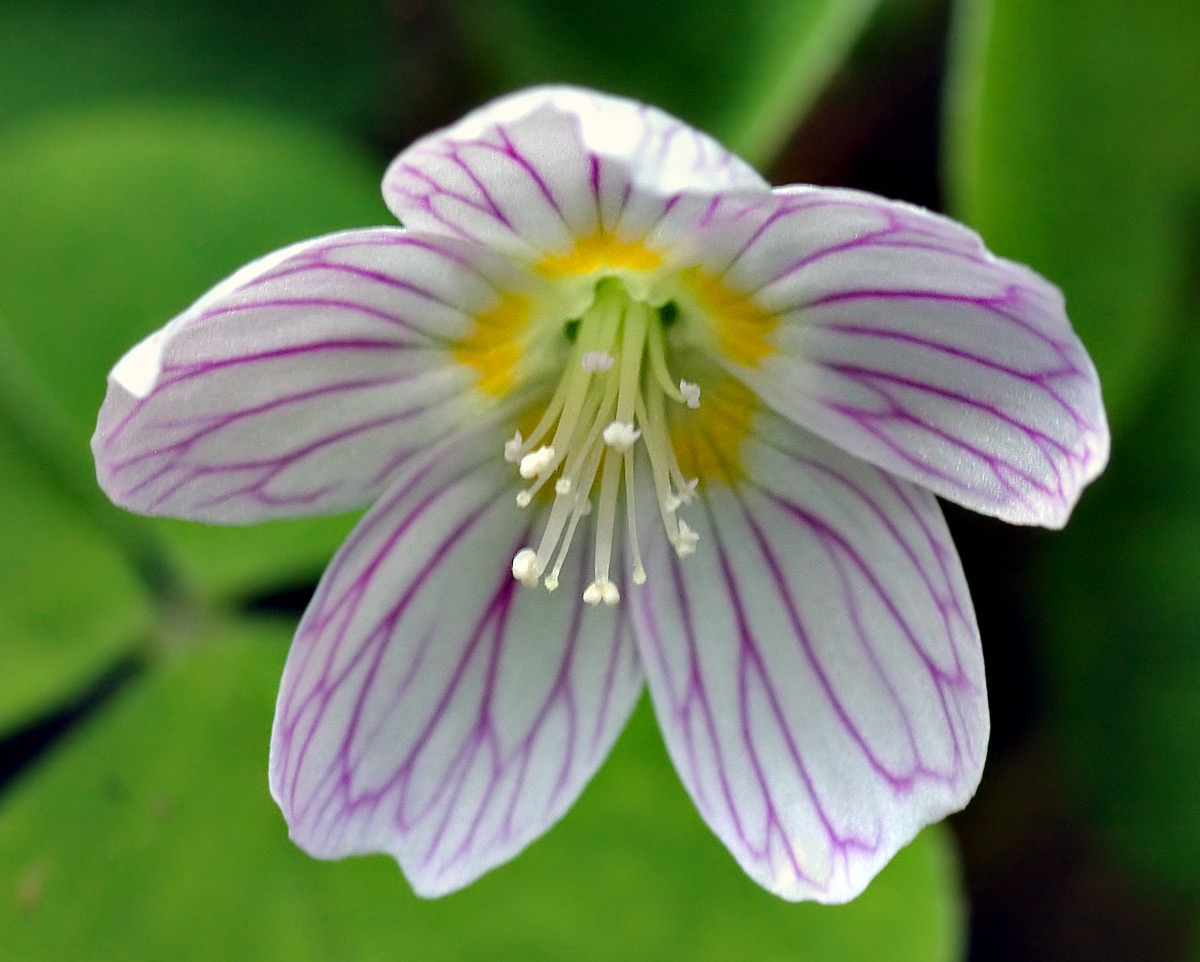
Detail květu

Šťavel kyselý (Oxalis acetosella) je lesní rostlina z čeledi šťavelovité (Oxalidaceae).

## Lidové názvy
Na Moravě se nejčastěji používá pojmenování zaječí zelí, na severní Hané zaječí jetelinka, na Podhorácku zalečí salát, na Horácku ptačí víno, na Lašsku a jinde místy zaječí šťavlík, ve Slezsku zajičí ščudlek a zajinčá kapusta.

## Popis
Šťavel kyselý je poměrně drobná bylina rostoucí do výšky 5–15 cm.

### Květ
Květy rostou jednotlivě na tenké, zakřivené stopce, která zpravidla převyšuje listy.
Květní obaly jsou rozlišené. Tvoří je pět kališních lístků podlouhlého a vejčitého tvaru a pět podobně tvarovaných korunních lístků bílé barvy s růžovým až nafialovělým žilkováním. Korunní lístky jsou na bázi zdobené žlutou skvrnou a bývají naspodu částečně srostlé. Květní obaly jsou zespodu podepřeny listeny.
Vejcovitý semeník obsahuje pět plodolistů a nese pět různě dlouhých čnělek. Z pestíku v době plodu vzniká podlouhlá, cca 10 mm velká tobolka, ze které po uzrání vypadávají kulovitá semena s velmi tvrdým osemením.
Tyčinky tvoří v každém květu jediný svazek, který je naspodu srostlý. Podle počtu tyčinek můžeme rozlišit dva typy květů:
1. Jarní květy vyrůstající na delší stopce, oboupohlavné a hmyzosprašné, plně vyvinuté a s deseti tyčinkami.
2. Pozdější květy vyrůstající na kratší stopce, samosprašné, se zakrnělou korunou a s pěti tyčinkami.[3]

### List
Listy šťavele jsou pouze přízemní, jelikož vyrůstají z vrcholů oddenku (lodyha rostliny je zcela zakrnělá). Listy jsou trojčetné, jednotlivě mají srdčitý tvar. Každý z nich obsahuje jednu hlavní žilku a zpeřeně uspořádané žilky postranní. Povrch listů je obvykle lysý, na jejich spodní straně se však často vyskytují chlupy.

### Podzemní část
Podzemní část rostliny je tvořena tenkým oddenkem a adventivními kořeny, jež z něj vyrůstají. Oddenek se rozrůstá vodorovným plazením a rozvětvuje se do okolí. Střídají se na něm dlouhé články bez šupin a adventivních kořenů a články kratší s šupinami a adventivními kořeny.

## Způsob života
Šťavel kvete v dubnu a květnu. Květy se rozevírají mezi devátou a desátou hodinou ranní a zavírají mezi šestou a sedmou hodinou večerní, případně před deštěm. Květy i listy se sklápějí směrem dolů ke stopce, která se sklání a ohýbá k zemi, díky čemuž lépe zabraňuje úniku vlhkosti z květů a listů. Jednotlivé lístky včetně řapíků se skládají podle hlavní žilky na základě změny turgoru ve stínu.

## Rozšíření
Šťavel kyselý se zpravidla vyskytuje na vlhkých stinných místech s hlinitou, humózní půdou, bohatou na živiny. K nejčastějším stanovištím této rostliny patří listnaté, smíšené a jehličnaté lesy s dostatkem stínu a vlhkosti, kde jsou nejčastěji k nalezení u potůčků, v roklinách, či v pásmu kosodřeviny. Kromě lesů jim velmi vyhovují také háje a houštiny. Naproti tomu se vyhýbají prosvětleným a suchým místům s písčitým podkladem. Tvoří obvykle rozsáhlé porosty. Vyskytují se od nížin po hory.
Ve světě můžeme tuto rostlinu nalézt především v zemích severní polokoule mírného pásu a na severu Afriky.

### Rozšíření v Česku
Šťavel kyselý je na českém území hojně rozšířený. Nejčastěji se vyskytuje na místech s vyšší koncentrací lesů a v pahorkatinách a horách, kde může zasahovat až do subalpínského vegetačního stupně. Místa se zaznamenaným hojnějším výskytem jsou např. Lužické hory, Střední Povltaví, Českomoravská vrchovina, Džbán, Tepelská vrchovina, Středomoravské Karpaty a Podbeskydská pahorkatina.

Nejvyšší zaznamenaný nález šťavele pochází ze Studniční hory v Krkonoších s naměřenou výškou 1450  m n. m. a z Boubínského pralesa na Šumavě s 1362 m n. m.

## Riziko
Listy obsahují kyselinu šťavelovou (cca 1,25 % celkové hmotnosti čerstvých listů), která jim dodává charakteristickou kyselou chuť. Ve větším množství jsou však mírně jedovaté, neboť kyselina šťavelová ohrožuje ledviny. Při požití 4 až 5 g čisté kyseliny šťavelové člověku již hrozí smrt.